# Tropidonophis halmahericus
Tropidonophis halmahericus — вид змій родини полозових (Colubridae). Ендемік Індонезії.

## Поширення і екологія
Tropidonophis halmahericus мешкають на островах Хальмахера, Бачан, Тернате і Тідоре в архіпелазі Молуккських островів. Вони живуть у вологих тропічних лісах, на берегах водойм.